# دوسبورخ
دوسبورخ Doesburg  هي بلدية ومدينة بمقاطعة خيلدرلند بهولندا.

## طوبوغرافيا
خريطة طوبوغرافية هولندية لبلدية دوسبورخ، يونيو 2015، (تقرأ بعد ثلاث نقرات على الخريطة).

## معرض صور

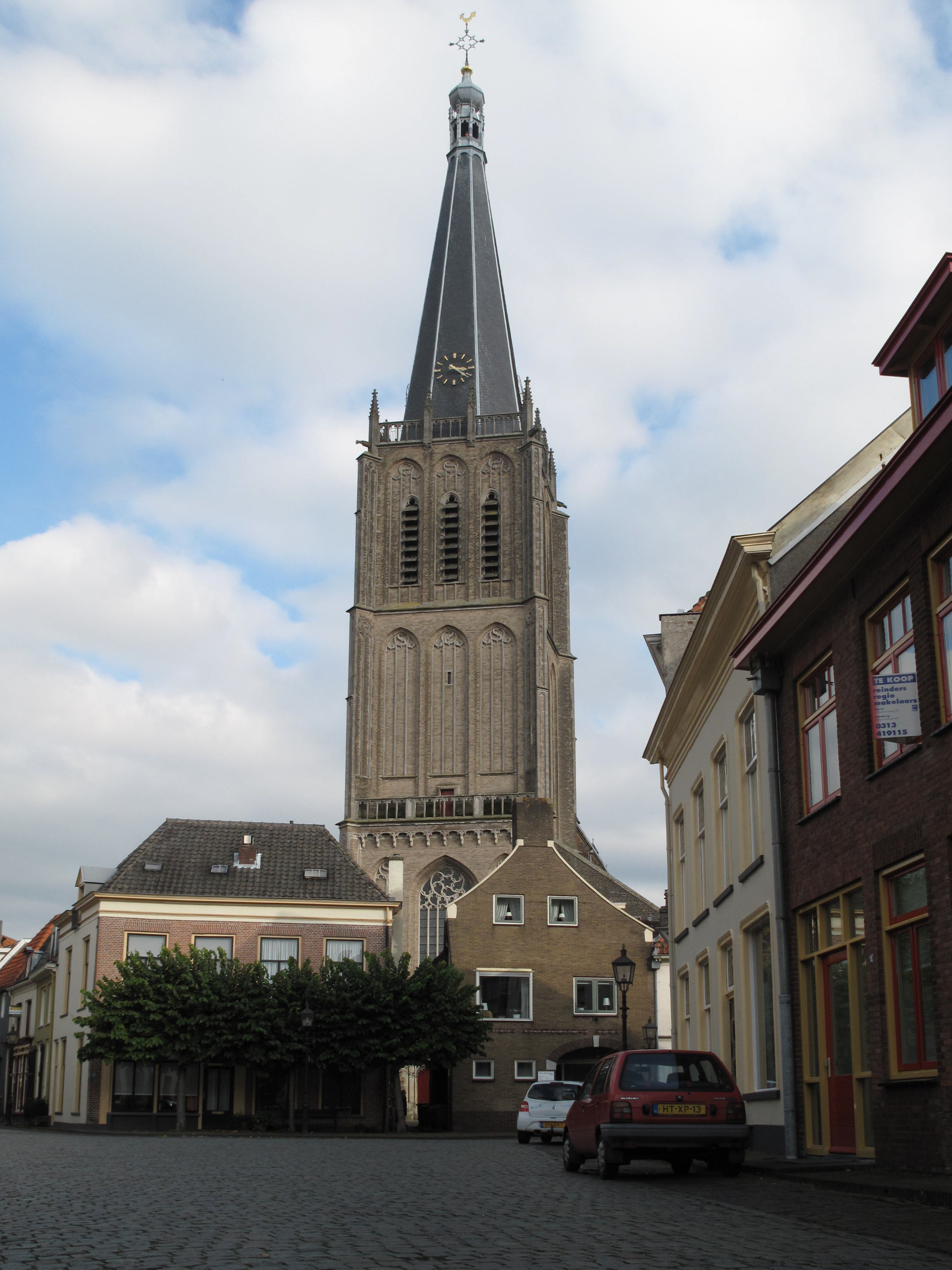
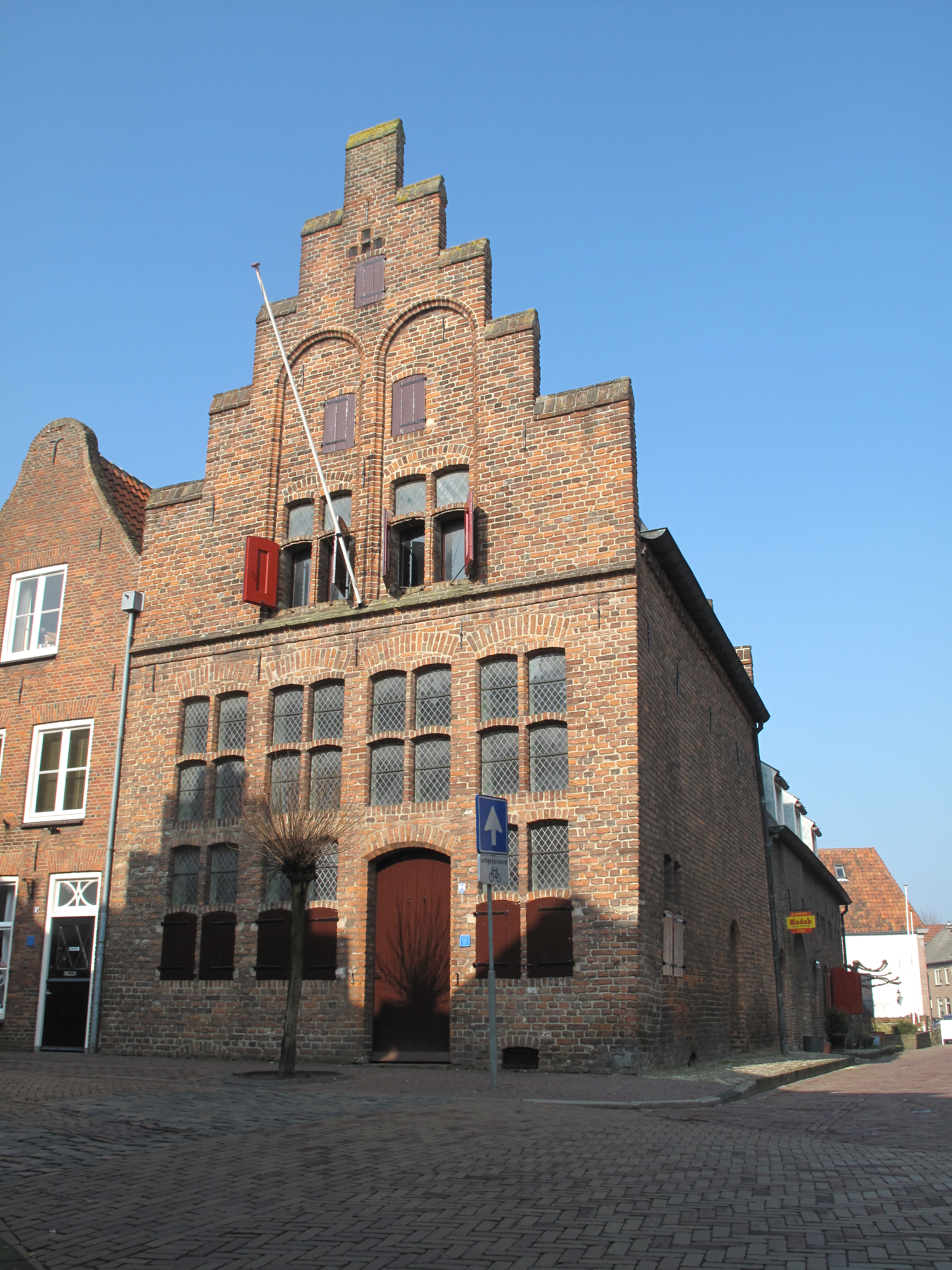
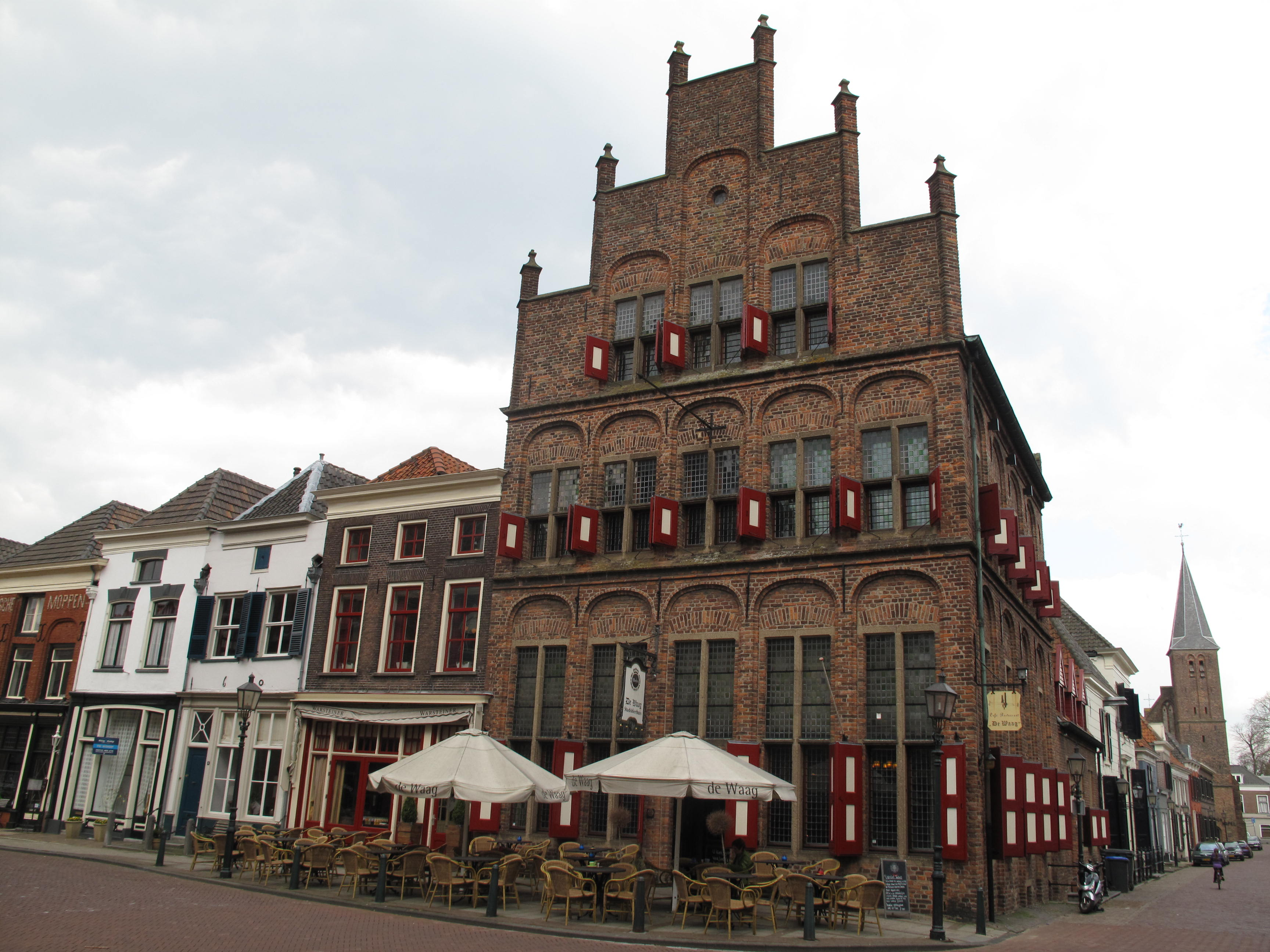
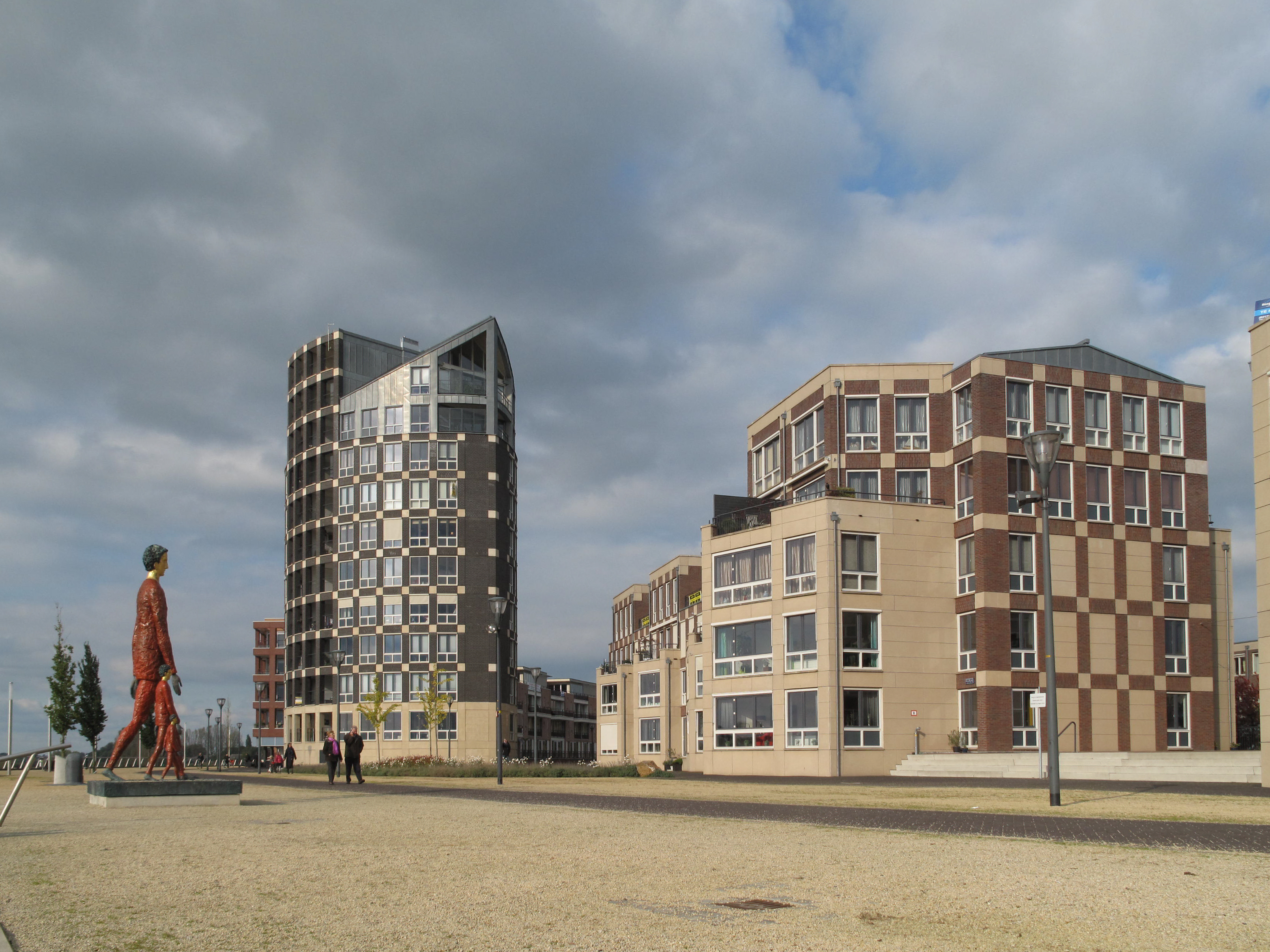

## أعلام
- نيكو دي وولف
- روبرت جاكوب غوردون